# Liga Profesional de Baloncesto de Venezuela
No debe confundirse con la Superliga Profesional de Baloncesto.
{{Ficha de liga deportiva
| título          = Liga Profesional de Baloncesto
| temporada       = Liga Profesional de Baloncesto de Venezuela 2019
| logo            = 
| pixels          = 
| deporte         = Baloncesto
|nombre oficial=| fundación       = 1974
Li-ESPECIAL
| organizador     = 
| desaparición    =  2019
| lema            = #UnPasoAdelante
| equipos         = 10
| país            =  Venezuela
| continente      = FIBA Américas
| primer campeón  = Ahorristas de Caracas
| piramide        = 1
| descenso        = 
| copa nacional   = Copa LPB
| inaugural       = Liga Especial 1974
| última          = Copa LPB 2019
| difunta         = 
| campeón         = [[gaiteros de zulia 5 título)
| más campeonatos = Marinos de Anzoátegui y Trotamundos de Carabobo (11)
| principio       = 
| siguiente = Superliga Profesional de Baloncesto
| gerente         = 
| presidente      = 
| TV              = 
| web             = http://www.lpb.com.ve/
}}
La Liga Profesional de Baloncesto, más conocida simplemente por sus siglas LPB, fue una liga de baloncesto profesional que se disputaba en Venezuela desde 1974. Fundada como Liga Especial de Baloncesto, adoptó el nombre de Liga Profesional de Baloncesto en la temporada de 1993. 
Los equipos más laureados son Marinos de Oriente y Trotamundos de Carabobo con once títulos cada uno, seguido de los ocho logrados por Guaiqueríes de Margarita. En cuanto a jugadores, el máximo anotador histórico de la competición es el venezolano Víctor David Díaz con 19 621. El vigente campeón de liga es Guaros de Lara, que sumó su segundo título, mientras que el actual campeón de copa es Trotamundos de Carabobo.

## Historia

### Liga Especial (1974-1992)
La Liga Especial de Baloncesto (Li-ESPECIAL), se fundó en 1974, y nació de la iniciativa de Leonardo Rodríguez, quien había regresado de los Estados Unidos en septiembre de 1973 y había propuesto la creación de una liga de baloncesto a Arturo Redondo, el entonces presidente de la Federación Venezolana de Baloncesto. Antes de la fundación de esta liga, el baloncesto era practicado a nivel estatal de manera no profesional.
Los inicios de la Liga Especial de Baloncesto comienzan el 22 de febrero de 1974 cuando se constituye su directiva, y el 15 de julio se transmite por primera vez un partido televisado de la liga a través del canal Venevisión en la victoria de los Ahorristas del Caracas sobre los Toyotas de Aragua por marcador de 79 a 64. Ahorristas de Caracas, Beverly Hills (de Caracas), Colosos de Carabobo, y Toyotas de Aragua fueron los miembros fundadores de la liga. Ahorristas de Caracas se convertiría en el primer campeón de la liga al llevarse la serie 3-2 frente a Colosos de Carabobo.
El 5 de junio de 1975 se expande la liga al incluir a las Panteras del Táchira y a los Petroleros del Zulia. Esa misma temporada, el estadounidense Sam Shepherd anota 57 puntos ante los Petroleros del Zulia y constituye un récord en la liga. Además, el 21 de julio inicia por primera vez el Juego de las Estrellas entre criollos e importados disputado en el Gimnasio Teodoro Gubaira de la ciudad de Valencia, con el triunfo de estos últimos. Al final de la temporada Colosos de Carabobo se impone 107-105 a Panteras de Táchira y se convierte en el segundo campeón de la Liga Especial. En el inicio de la temporada de 1976, conocido como Torneo Puros Criollos, debutan los equipos Caribes de Anzoátegui y Universitarios de Mérida. Panteras de Táchira lograría alzarse con el campeonato con barrida 3-0 sobre los Ahorristas de Caracas en la serie final. 
En 1977, la liga se dividió en dos conferencias: Este, que incluía a Ahorristas de Caracas, Centauros de Cojedes, Guaiqueríes de Margarita y Caribes de Anzoátegui, y Oeste, que tenía a Colosos de Carabobo, Universitarios de Mérida, Banqueros de Aragua y Panteras del Táchira. Guaiqueríes, en el año de su debut, inicia una dinastía al lograr seis títulos seguidos (1977-1982), consiguiendo el primero al derrotar a Ahorristas de Caracas 96-84 en el cuarto y último juego de la final. En 1983, la liga tuvo el mayor número de participantes para la fecha, con nueve equipos: Caribes de Anzoátegui, Colosos de Carabobo, Gaiteros del Zulia, Guaiqueríes de Nueva Esparta, Panteras de Lara, Taurinos de Aragua, Telefonistas de Caracas, Universitarios de Mérida y el equipo de la selección de baloncesto de Venezuela, que se preparaba para disputar los Juegos Panamericanos de 1983. Panteras de Lara ganó el título frente al debutante Gaiteros del Zulia 123-112, poniendo fin a la seguidilla de títulos de los Guaiqueríes. Sin embargo, en la temporada de 1984, Gaiteros tendría revancha ante el mismo rival y doblega a Guaiqueríes de Margarita 95-91 en calidad de visitante en el séptimo de la final. En 1985, se reedita la final y Gaiteros del Zulia vuelve a vencer a Guaiqueríes de Margarita en el gimnasio Verde Rojas de La Asunción en el séptimo juego con pizarra de 93 a 86. Además, Al Smith de Trotamundos de Carabobo rompe la marca de más puntos en un partido al anotar 78 puntos ante Bravos de Portuguesa, récord que hoy en día sigue vigente.
En 1986, la divisa de Anzoátegui se muda hacia la ciudad de Cumaná jugando bajo el nombre de Marinos de Sucre. A su vez Trotamundos de Carabobo inaugura su ciclo de oro con el primero de cuatro títulos consecutivos (1986-1989), al vencer a Panteras de Miranda 131-115. En 1987, se reedita la final y Trotamundos obtiene su segundo título. En esa temporada debutaría Víctor David Díaz con Panteras de Miranda, quien posteriormente se convertiría en el máximo anotador y jugador con más partidos y minutos jugados en toda la historia de la liga hasta la actualidad. En 1988 Trotamundos se titula por tercera vez consecutiva, jugando el último partido el gimnasio cubierto Mauricio Johnson de Maracay al vencer en el sexto de la final a Cardenales de Portuguesa con pizarra de 131-93. Misma historia en 1989, en esta ocasión frente a Gaiteros del Zulia con la última barrida que se ha logrado en finales desde 1974 hasta el presente. Durante esta seguidilla de títulos de Trotamundos, Alfonso "Al" Smith ganaría tres veces consecutivas el premio a mejor jugador (1987, 1988 y 1989).
En 1990 llega a su fin la hegemonía de Trotamundos, luego de que Cardenales de Portuguesa consigue titularse con marcador de 90-89 sobre Marinos de Oriente, de la mano de Carl Herrera, su máxima figura y primer jugador venezolano en la NBA, quién cargó con los títulos de Jugador Más Valioso de los playoffs. En 1991, Marinos de Oriente vence a su archirrival Guaiqueríes de Margarita 123-97 en el sexto de la final, titulándose por primera vez campeones de la liga. En 1992, un año después de hacer su debut al reemplazar a Halcones de Caracas, Cocodrilos de Caracas logra su primer título ante Trotamundos de Carabobo al ganar el sexto de la serie final 95-88. Esta era la segunda vez que un equipo de la capital ganaba el campeonato tras la victoria de Ahorristas en el primer año de la liga.

### Liga Profesional (1993-2019)
En 1992, tras la hazaña en el Campeonato FIBA Américas de 1992 en Portland, la selección de baloncesto de Venezuela había participado en los Juegos Olímpicos de Barcelona, España. Esto había aumentado el interés por el baloncesto en Venezuela, y comenzó un enfrentamiento entre los equipos de la Liga Especial y la Federación Venezolana de Baloncesto por la repartición de ingresos de los derechos de transmisión. Esto condujo a la creación de la Liga Profesional de Baloncesto, una liga privada que no estaba bajo control directo de la federación. Su primer presidente de Tulio Capriles.
La primera edición de la liga se jugó con ocho equipos, con los seis mejores avanzando a la primera ronda de semifinales ("Semifinales A"), de los cuales los ganadores y el mejor equipo perdedor se clasificaban para la segunda ronda ("Semifinales B"): Los ganadores de las Semifinales B se clasificaban a la final en una serie al mejor de siete juegos. Paralelamente a la Liga Profesional, se lleva la Liga Nacional de Baloncesto de Venezuela. Muchas de las estrellas rutilantes de la Liga Profesional, también disputaban la Liga Nacional.
Marinos de Oriente abrió el ciclo de la LPB con el triunfo en una ceñida serie de siete duelos ante Trotamundos de Carabobo. En 1994 Trotamundos ganó el título contra Cocodrilos de Caracas tras vencer 100-94 en el quinto juego de la final y así conseguir su quinto título. En 1995 Panteras de Miranda se titula ante Marinos, y en 1996, Marinos vuelve a disputar la final ante Gaiteros del Zulia, siendo los zulianos campeones al vencer 89-77 en el séptimo desafío. En 1997, y luego de quince años, Guaiqueríes de Margarita conquista su séptima corona al vencer en La Asunción a Cocodrilos de Caracas, en el séptimo de la final, con pizarra de 85-82. En 1998 Marinos de Oriente y Trotamundos de Carabobo se ven las caras nuevamente en una final y otra vez se impone El Acorazado. En 1999 Trotamundos de Carabobo vuelve a conseguir un título sobre Panteras de Miranda, conquistando el cetro por primera vez en el Forum de Valencia, El Expreso Azul vence en el duelo decisivo a los felinos con pizarra de 103-86. Fue la sexta corona de Trotamundos en su historia.
En el inicio del nuevo milenio, Cocodrilos de Caracas consigue en el último suspiro del segundo tiempo extra del séptimo y decisivo partido de la serie el campeonato, con una cesta triple del estadounidense Lee Nailon a dos segundos del final, Cocodrilos de Caracas derrota a Gaiteros del Zulia 90-88, el tercer lauro caraquista. En 2001 Gaiteros del Zulia toma desquite tras perder la final de 2000, venciendo a Bravos de Portuguesa en Maracaibo 83-75 en el quinto duelo de la serie de campeonato. Por otra parte, en 2002 al borde de la eliminación al estar abajo en la serie 1-3, Trotamundos de Carabobo resurge para ganar por cuarta vez en una final a Panteras de Miranda, al ganar el último juego con pizarra de 93-85 en Valencia, siendo la séptima corona para los carabobeños.
En 2003 inicia la dinastía oriental cuando Marinos de Oriente logra el primero de sus tres títulos consecutivos al derrotar a los Gaiteros del Zulia, en una final con el séptimo juego confiscado a favor de los orientales. 20-0 se anota por reglas de la liga. En 2004 vence 95-82 nuevamente a Gaiteros del Zulia en el sexto de la serie de campeonato para coronarse por segunda vez consecutiva. En 2005 Marinos de Oriente cambia de nombre a Marinos de Anzoátegui y con ello alcanza su tercera final con un triunfo de 88-86 en el quinto de la serie de campeonato despachando a Guaros de Lara. En 2006 la racha de Marino se vio cortada cuando Trotamundos de Carabobo impone récord de ocho títulos al vencer a Guaros de Lara en el sexto de la serie 76-65, el puntaje más bajo para un juego de final de campeonato. 

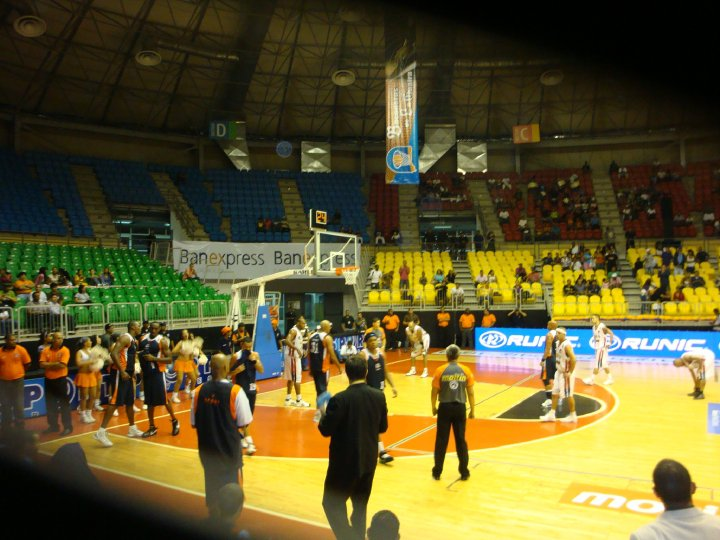
Vista de un partido de Bucaneros de La Guaira, uno de los equipos de más reciente creación, en el Domo José María Vargas.

En 2007 durante una asamblea de clubes, se anunció una futura posible expansión de la Liga Profesional de Baloncesto de ocho a diez equipos, uno del occidente y otro del oriente del país, entre los equipos aspirantes estaban el Deportivo Táchira (filial de baloncesto del Deportivo Táchira Fútbol Club) con sede en el gimnasio Arminio Gutiérrez Castro de San Cristóbal, Macizos de Guayana con sede en el gimnasio Hermanas González de Ciudad Guayana, siendo en todo caso la expansión progresiva hasta 2010 y sometida al resultado de las inspecciones de los escenarios y cumplimientos de los requisitos exigidos. Finalmente el 4 de octubre de 2007 en una reunión de los dueños de los ocho equipos hasta ahora participantes, se decidió que serían diez los equipos que disputaran la temporada 2008, esto al admitirse al Deportivo Táchira y a Macizos de Guayana. El naciente equipo de Guayana fue bautizado como Gigantes de Guayana e hizo su presentación a la prensa en enero de 2008 cuando jugó su primer partido con el otro equipo recién admitido Deportivo Táchira el 1 de marzo de 2008 en la ciudad de San Cristóbal. No obstante en 2009 la franquicia Deportivo Táchira desaparece y su lugar es ocupado por La Guaira B.B.C. (hoy Bucaneros de La Guaira).
En 2007, Guaiqueríes de Margarita regresa al tope de lauros al derrotar en el séptimo duelo de la serie de campeonato a Cocodrilos de Caracas. Los saurios tendrían su revancha en 2008 logrando su tercera corona al derrotar a Gaiteros del Zulia en el sexto juego de la serie final 111-93. En 2009 Cocodrilos nuevamente disputaría una final, pero Marinos de Anzoátegui derrota en tiempo extra en el séptimo de la serie de campeonato a Cocodrilos de Caracas con pizarra de 98-96. En 2010 se reedita nuevamente la final entre los dos conjuntos, pero esta vez el conjunto de la capital se lleva las palmas, al imponerse en seis encuentros a Marinos, con triunfo en el último juego de 111-102. Convertido en clásico, Marinos y Cocodrilos se baten a duelo nuevamente en la instancia final en 2011, y esta vez son los orientales los que se alzan con el título, para igualar a Guaiqueríes de Margarita y Trotamundos de Carabobo en la cima de los equipos con más títulos en la LPB. No obstante, en 2012 Marinos se convierte en el equipo con más títulos de la liga, derrotando a Trotamundos de Carabobo en el sexto juego de la serie final con pizarra de 93-80. En 2013 Marinos disputa otra final con Cocodrilos de Caracas, siendo los de la capital vencedores en siete juegos. Para 2014 y 2015 Marinos de Anzoátegui mantendría su hegemonía al vencer a Trotamundos de Carabobo y Guaros de Lara respectivamente.
En 2016 Cocodrilos gana el título ante Bucaneros de La Guaira, siendo esta la primera temporada en jugarse en dos años calendario (2015-2016). En 2017 y 2018, Guaros de Lara ganaría dos títulos consecutivos ante Marinos y Trotamundos respectivamente. 
En 2019, tras una propuesta de los equipos de la liga, se planeo dividir la liga en diferentes modalidades: una liga que daría cupo a la FIBA Champions League América, una copa que daría cupo al Campeonato Sudamericano de Clubes, una supercopa entre los campeones de liga y copa y un torneo de baloncesto 3x3. Sin embargo, por incertidumbres deportivas y económicas, solo se logró a disputar la Copa LPB 2019 que fue ganada por Trotamundos de Carabobo al vencer 85-82 a Guaros de Lara. Para este torneo, Llaneros de Guárico reemplazó a Gaiteros del Zulia quien no pudo continuar por problemas económicos.
En diciembre de 2019, el nuevo presidente de la Federación Venezolana de Baloncesto, Hanthony Coello, anunció una nueva liga llamada Superliga Profesional de Baloncesto que reemplazaría a la LPB.

## Equipos
Edguchis
the flowers

## Palmarés

### Liga
En cursiva equipos desaparecidos
1. ↑  Ganó 5 campeonato y 3 subcampeonatos con el nombre Marinos de Oriente.
2. ↑  Ganó 1 campeonato y 2 subcampeonatos con el nombre Ahorristas de Caracas, ganó 1 subcampeonato con el nombre Retadores de Caracas, y ganó 1 subcampeonato con el nombre Telefonistas de Caracas.
3. ↑  Ganó 1 campeonato y 1 subcampeonato con el nombre Colosos de Carabobo.

## Distinciones
- Novato del Año
- Jugador Defensivo del Año
- Sexto Hombre del Año
- Progreso del Año
- Regreso del Año
- Director Técnico del Año
- Jugador Más Valioso del Año
- Jugador Ejemplar del Año
- Quinteto Ideal del Año
- Equipo Ejemplar del Año
- Gerente del Año

## Récords

### Topes individuales
Tres tiempos extras (*)
- Néstor Salazar "Mama Osa" es el entrenador Venezolano con más victorias en una temporada (37 en 2008, Temporada de 54 juegos)

- Hebert Bayona es el jugador con más bloqueos en un cuarto (5) con Guaiqueríes vs Cocodrilos el 20 de marzo de 2004 y vs Guaros el 21 de febrero de 2010.

### Topes individuales acumulados
- Gregory Vargas (527) y José Vargas (803) es la pareja de hermanos con más partidos en la LPB con 1330 superando a Ramón “Tulo” Rivero (630) e Iván Olivares (699) con 1329.

- César el "Oso" Silva posee la marca en la LPB de más partidos jugados consecutivamente(266).

- Néstor Salazar "Mama Osa" es el entrenador con más juegos ganados (731).

- Néstor Salazar "Mama Osa" es el entrenador con más juegos dirigidos (1221).

- Néstor Salazar "Mama Osa" es el entrenador con más juegos ganados en semifinales (124).

- Néstor Salazar "Mama Osa" es el entrenador con más juegos dirigidos en finales (74).

### Jugadores en finales
Luis Bethelmy es el jugador con más encuentros disputados en finales de la LPB con un total de 56, superando a Jesús Centeno 55 y Sam Shepherd con 54.
Ramón “Tulo” Rivero e Iván Olivares  en 1986 y José Vargas e Gregory Vargas en 2017 son las únicas parejas de hermanos que se han enfrentado en una serie final.
Ángel Blanco de los Cocodrilos de Caracas es el jugador más joven en actuar en una final de la LPB lo hizo con 19 años 2 meses y 10 días, el 14 de mayo de 2016 vs Bucaneros de La Guaira.

### Jugadores más laureados
Óscar Torres es el jugador que más Ligas LPB tiene en su palmarés con un total de ocho títulos, superando a Luis Lairet y Sam Shepherd con 7 títulos cada uno. Óscar Torres ha logrado los 8 títulos con el mismo equipo Marinos de Anzoátegui en los años 1998, 2003, 2005, 2009, 2011, 2012, 2014 y 2015.

### Colectivos
- Más juegos ganados en una temporada: 44 Trotamundos de Carabobo en el 2008.
- Más juegos ganados consecutivos al inicio de una temporada: 19 Marinos de Oriente en 1991.
- Más juegos perdidos en una temporada: 47 Bravos de Portuguesa en el 2000.
- Más juegos perdidos consecutivos al inicio de una temporada: 20 Taurinos de Aragua en 1984.
- Más juegos ganados en casa: 25 Guaiqueríes de Margarita en 1999.
- Más juegos ganados consecutivos en casa en una temporada: 21 Marinos de Oriente en 1991.
- Más juegos ganados consecutivos de visitante en una temporada: 14 Guaiqueríes de Margarita en 1980 (ganó todos los que jugó).
- Más juegos perdidos consecutivos en una temporada: 35 Guaiqueríes de Margarita en 1992.
- Más juegos perdidos consecutivos como visitante: 32 Gaiteros del Zulia 3 en 2010, 22 en 2011 y 7 en 2012.
- Más tiempos extras en una juego: 4 Gaiteros del Zulia vs Marinos de Oriente el 1-6-1996 en Maracaibo.
- Más tiempos extras en una temporada: 9 Gigantes de Guayana en 2013, 8 en Ronda Eliminatoria y uno en Tercio de Final.